# Pfarrhaus (Großhausen)

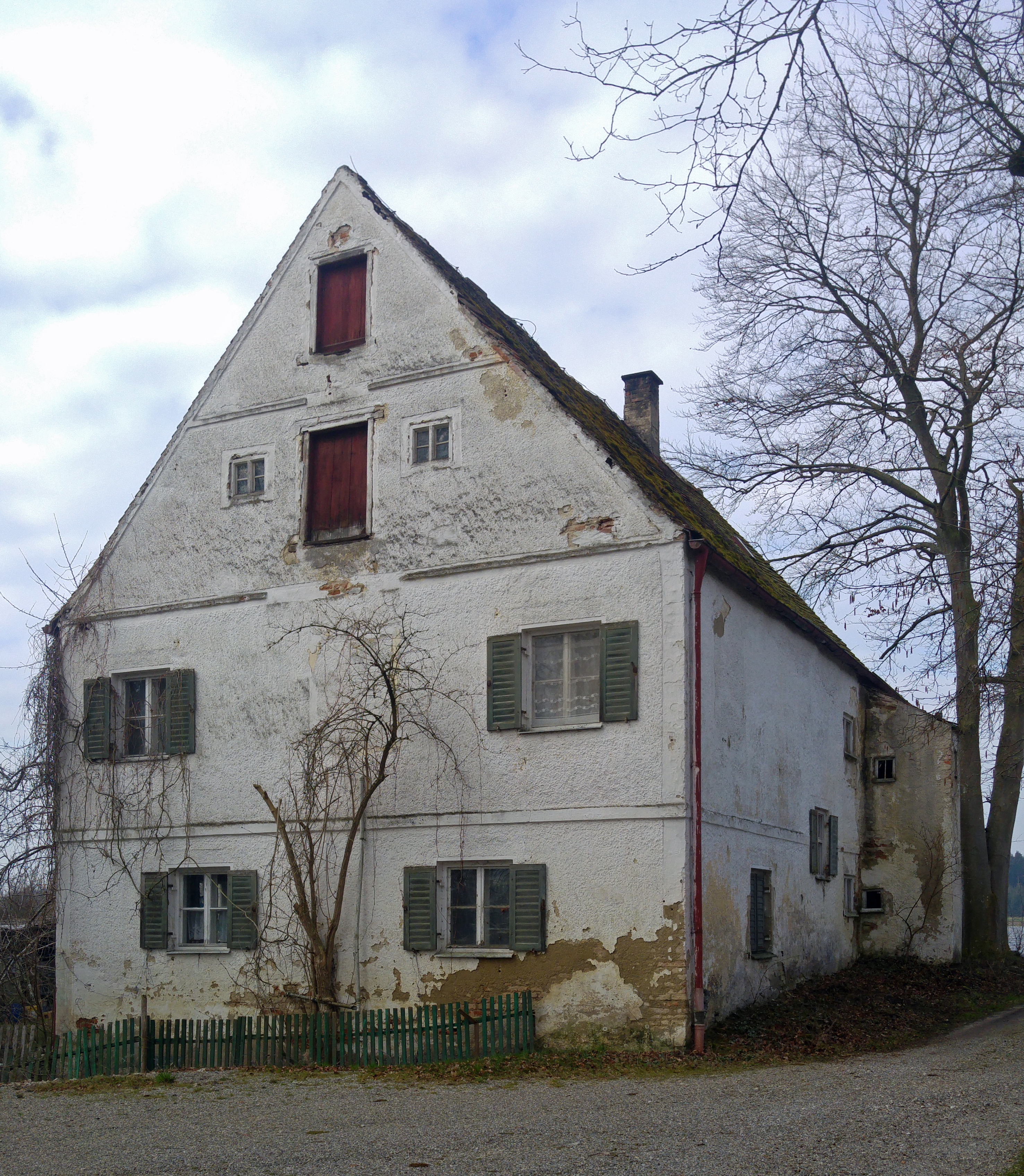
Ehemaliges Pfarrhaus in Großhausen

Das Pfarrhaus in Großhausen, einem Gemeindeteil von Kühbach im Landkreis Aichach-Friedberg im bayerischen Regierungsbezirk Schwaben, wurde 1704 errichtet. Das ehemalige Pfarrhaus an der Walchshofener Straße 7, unmittelbar südwestlich der katholischen Pfarrkirche St. Johannes Baptist, ist ein geschütztes Baudenkmal.
Der zweigeschossige Satteldachbau im Stil des Barocks besitzt ein zweigeschossiges Kehlbalkendach mit liegendem Dachstuhl.
Nachdem das Haus lange leer stand und verfiel, wurden 2020 das Dach und die Fassade saniert.